# آريماسا أوساوا
آريماسا أوساوا (باليابانية: 大沢在昌)‏ (8 مارس 1956 في ناغويا - ) روائي، ومؤلف، وكاتب من اليابان.